# Roche-Guillaume
La Roche-Guillaume était une forteresse templière en Terre sainte. Elle était située dans la principauté d'Antioche (Turquie) au nord de la ville.
Désormais, il ne reste de ce site que la chapelle castrale.

## Histoire
Les Templiers entrèrent en possession de la forteresse à la suite du conflit entre les Arméniens, menés par Thoros II, et la principauté d'Antioche, menée par Renaud de Châtillon. La principauté d'Antioche entre en conflit avec les Arméniens en 1155, à la demande de l'empereur byzantin Manuel Ier Comnène. À la suite du conflit, dont l'issue n'est pas claire - les chroniqueurs attribuant la victoire à l'une ou à l'autre des parties, selon leurs préférences -, l'ordre du Temple se voit confier la Roche-Guillaume et obtient également la forteresse de Baghras, celle de Trapezac et celle de la Roche de Roissel ; ils occupèrent également certains ports dans le sud du golfe d'Alexandrette. 
En 1188, Saladin assiégea le château car un chevalier nommé Jehan Gale s'y trouvait. Celui-ci, excommunié de la communauté chrétienne pour meurtre, trouva refuge chez le sultan en territoire musulman. Il reçut pour mission d'éduquer le neveu du sultan mais voulant racheter sa faute, il livra l'homme aux Templiers. Pour se venger Saladin assiégea La Roche-Guillaume mais fut contraint à lever le siège à cause de mauvaises nouvelles de Palestine.
Le roi de Royaume arménien de Cilicie prend le château aux Templiers en 1203, mais il fut repris par les Templiers en 1237 en même temps que celui de Trapessac à quelques kilomètres de là.
Il a été reconquis par les Musulmans en 1298-1299.

## Caractéristiques
La forteresse occupait une position stratégique. En effet, elle était construite sur un piton rocheux culminant à 1 250 m d'altitude et contrôlait la route qui arrivait à Antioche par le nord, mais aussi la vallée du Kara Çu.
Il ne reste guère que des vestiges parsemés sur le rocher principalement des courtines et des tours.
Les constructeurs avaient fait preuve d'une grande technicité en utilisant au maximum le rocher, les tours sont presque toutes constituées d'un socle taillé.

### Ouvrages
- Philippe Josserand, Luís Filipe Oliveira et Damien Carraz, Élites et ordres militaires au Moyen Âge : Rencontre autour d'Alain Demurger, Madrid, Casa de Velázquez, coll. « ollection de la Casa de Velázquez », 2015, 465 p. (ISBN 9788415636885).

Paul Deschamps, Les Châteaux des Croisés en Terre Sainte : La défense du comté de Tripoli et de la Principauté d'Antioche, t. III, Paris, Librairie Orientaliste Paul Geuthner, 1973, 423 p..